# Emoia brongersmai
Emoia brongersmai — вид сцинкоподібних ящірок родини сцинкових (Scincidae). Ендемік Нової Гвінеї. Вид названий на честь нідерландського герпетолога Лео Бронгерсми.

## Поширення і екологія
Emoia brongersmai мешкають на південних схилах гір Центрального хребта, у верхів'ях річок Флай і Дігул. Вони живуть в чагарниковому і трав'янистому підліску тропічних лісів. Зустрічаються на висоті від 500 до 1400 м над рівнем моря. Відкладають яйця. В кладці 2 яйця.